# Ulldecona

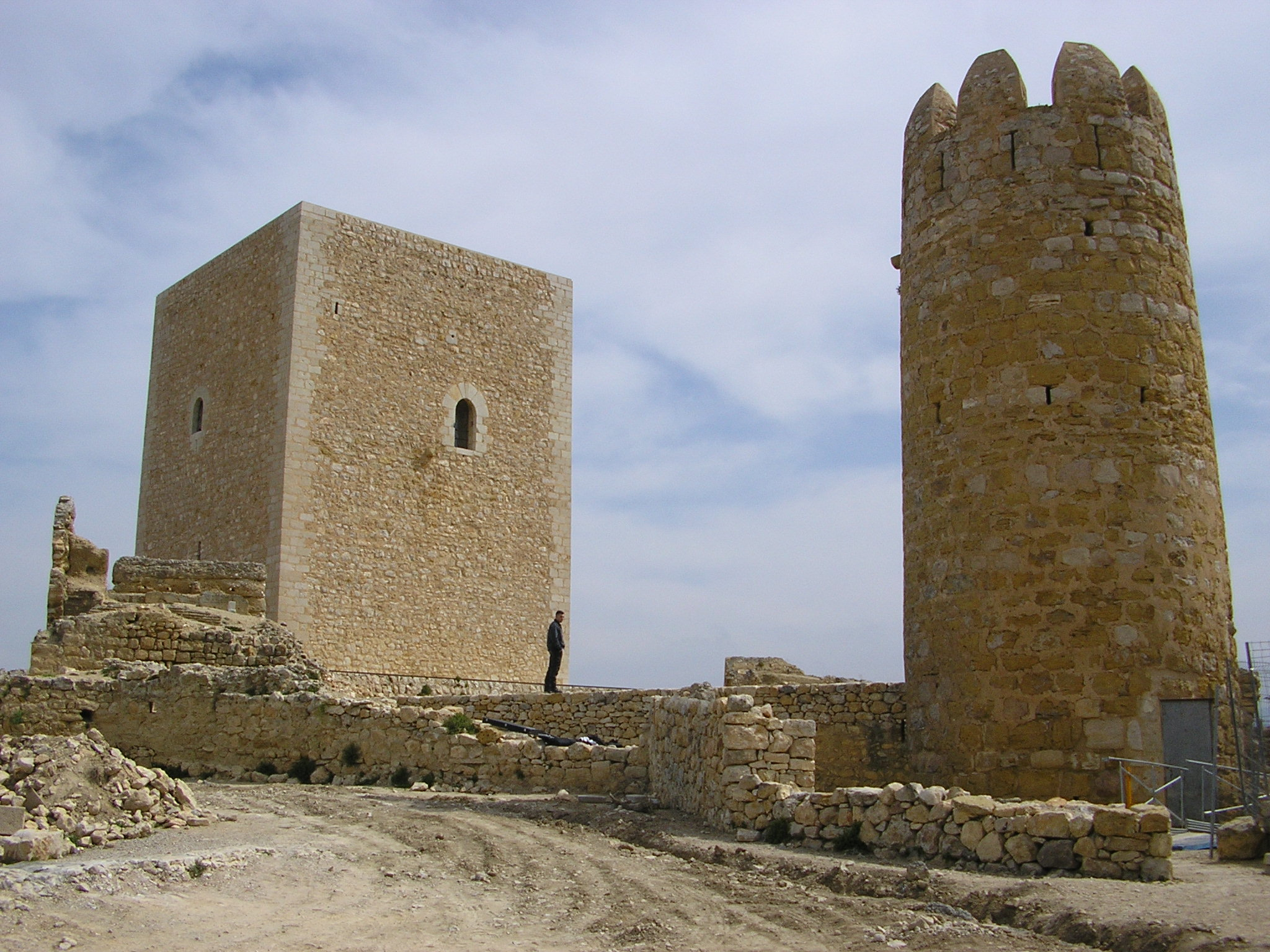
Castillo de Ulldecona.

Ulldecona es un municipio español, situado en la comarca catalana del Montsiá en la provincia de Tarragona. Cuenta con una población de 6551 habitantes (INE 2024). Incluye los núcleos del barrio del Castell, La Miliana, Sant Joan del Pas, Els Valentins y Les Ventalles.

## Historia

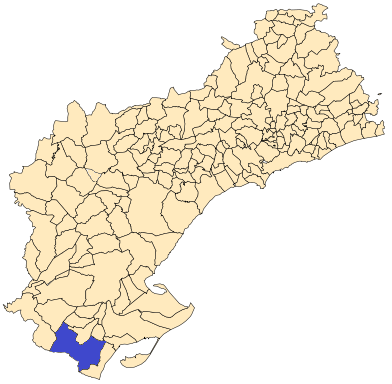
Situación en la provincia de Tarragona

Después de la reconquista cristiana, el castillo de Ulldecona quedó en manos de la familia de los Montcada, formando parte del término de Tortosa. Las dificultades en la tarea de la repoblación hicieron que en 1173, Guillem de Montcada cediera el castillo a los Caballeros Hospitalarios. La donación fue confirmada en 1178 por el rey Alfonso II de Aragón e incluía parte de los actuales términos de Alcanar, Freginals y Cenia.
El castillo se encontraba en la zona fronteriza con los sarracenos por lo que sufría continuos ataques. Ante la imposibilidad de defenderlo, los hospitalarios retornaron en 1191 el castillo a los Montcada, aunque se reservaron el señorío. El castillo se amplió con la construcción de una torre de base circular, pensada para proteger a la primitiva población instalada en el núcleo conocido como Ulldecona Vella (Ulldecona Vieja).
En 1122, finalizado el peligro de ataques musulmanes, el castillo regresó a los hospitalarios ya que no era necesaria la presencia de los Montcada como defensores de la plaza. En 1227 se estableció ahí una administración de los hospitalarios, dirigida por Ramón de Cervera. Esta administración, conocida también como Administración de Tortosa, realizó sus funciones hasta el siglo XIX.
Los primitivos habitantes se situaron cerca de la zona de protección del castillo, en un área montañosa que impedía su expansión. En 1274 se les concedió permiso para trasladarse a un kilómetro, en el valle, y para establecer ahí un nuevo núcleo bajo el nombre de San Lucas de Ulldecona, origen del actual municipio. 
En 1463 y 1465, la villa fue sitiada por las tropas de Juan II de Aragón ya que Ulldecona se mantuvo fiel a la Diputación catalana. Durante la guerra de sucesión española quedó fiel a Felipe V desde 1708 por lo que no se produjeron destacados enfrentamientos. La ciudad fue ocupada por las tropas francesas desde julio de 1810 hasta 1813 durante la Guerra de la Independencia española.

## Geografía humana

### Demografía
Cuenta con una población de 6551 habitantes (INE 2024).
| Gráfica de evolución demográfica de Ulldecona entre 1842 y 2021 |
| |
| Población de derecho según los censos de población del INE Población de hecho según los censos de población del INEEntre el censo de 1857 y el anterior, disminuye el término del municipio porque independiza a 43062 (Freginals) |

## Cultura
En la zona del sierra del Godall se encontró la mayor concentración de arte rupestre levantino de toda Cataluña, la manifestación cultual de los últimos cazadores-recolectores (entre 10 000-6500 años de antigüedad). Se trata de 14 abrigos con más de 400 figuras formando complejas escenas de caza, algunas de ellas en un estado de conservación excepcional. También hay restos de la cultura íbera ilercavona con cuatro poblados, entre ellos La Ferradura, La Cogula y Les Esquarterades.
Desde el mes de junio hasta el mes de septiembre tenemos conciertos de música en la ermita de la Pietat, con una programación exquisita para amenizar las tardes de los domingos. Son unas jornadas con una muy buena aceptación desde el primer día ya que se puede disfrutar de la música al aire libre, de la arquitectura de la ermita y de sus vistas privilegiadas.
Del antiguo castillo se conservan la torre circular de defensa así como la antigua torre palacio de los hospitalarios. esta última es de base rectangular, construida en piedra picada. El conjunto incluye también la antigua iglesia de la Mare de Déu dels Àngels. Se trata de un edificio de estilo románico tardío, de nave única con cubierta de bóveda de cañón. Recientes campañas de excavación y restauración han descubierto la gran importancia del emplazamiento militar desde la época emiral del s. VIII hasta el final de la Edad Media.
La iglesia parroquial de Ulldecona está dedicada a San Lucas. Es un edificio de estilo gótico con elementos de transición construido entre 1373 y 1421. Es de nave única, con capillas laterales, cubierta con una bóveda con nervaduras típicas del gótico. En la capilla del Santísimo se pueden ver decoraciones realizadas con cerámicas procedentes de Alcira. El campanario fue reconstruido en 1817.
El edificio conocido como Casa de la Comanda conserva aún la fachada gótica. Fue la sede de la administración hospitalaria y su interior fue reformado por completo en 1851.
El antiguo convento del Roser es la sede del ayuntamiento. Estuvo habitado por frailes dominicos hasta 1835. La iglesia es de estilo renacentista, de nave única y con cuatro capillas laterales. Después de la exclaustración sirvió como sede de los juzgados municipales. Del edificio del convento se conservan cuatro de las cinco galerías originales del claustro.
Durante la Semana Santa se representa la Pasión de Ulldecona, basada en los textos de Josep Maria Junyent i Quintana en la versión en español y de Jaume Vidal i Alcover en la versión en catalán. 
La fiesta mayor de Ulldecona tiene lugar a finales del mes de agosto. El primer lunes a medianoche, se baila en la plaza de la Iglesia la Jota de Ulldecona, también conocida como Baile de Mantones, donde los protagonistas principales son los Mantones de Manila. En muchos casos se exhiben piezas bordadas en seda traídas desde Filipinas en el siglo XIX.
Durante el mes de julio se celebraban las jornadas medievales de la villa.
Cada cinco años, años acabados en 4 y en 9, se celebra durante la primera quincena de septiembre otro tipo de festividades conocidas como Quinquennals, en las que se adornan las calles de la población con medios totalmente artesanales y se procesiona a la Verge de La Pietat desde la ermita a la población, y cada noche por las calles del pueblo.
Esta localidad tiene el árbol más antiguo de la península ibérica, y uno de los mayores del mundo: el olivo de Ulldecona con 1701 años, datado por catedráticos de la E.T.S.I. de Montes de la Universidad Politécnica de Madrid por telemetría láser.

## Patrimonio
Entre sus olivos milenarios Ulldecona tiene el olivo más antiguo de España, de 1701 años, según ha probado un estudio de la Universidad Politécnica de Madrid. Es conocido popularmente como la Farga de Arión. Aparte de olivos, en el municipio destacan los almendros y algarrobos.

## Ciudadanos destacados
- Deportistas:
  - Aleix García Serrano, futbolista.
  - Adam Raga, piloto de trial.
  - Oriol Romeu, futbolista.
  - Domingo Forcadell, militar.
  - Manuel Sales y Ferré, padre de la sociología en España.
  - Antonio Tallada, militar.